# El castillo de la Gorgona
El castillo de la Gorgona (título original en inglés: The Gorgon) es una película de terror británica de 1964 dirigida por Terence Fisher y protagonizada por Christopher Lee, Peter Cushing, Richard Pasco y Barbara Shelley. El guion fue de John Gilling y Anthony Nelson Keys y estaba producida por Keys para Hammer Films.

## Sinopsis
En 1910, el pueblo ficticio de Vandorf fue testigo durante cinco años de una serie muy extraña de asesinatos cuyos cadáveres aparecen convertidos en estatuas de piedra. El descubrimiento de la última víctima, la prometida del artista Bruno Heitz, empuja a este último al suicidio, lo que hace creer a las autoridades que él es el culpable. Su padre, convencido de su inocencia, se topa con la hostilidad de los habitantes hasta el punto de intentar prender fuego a su casa. Va a las ruinas del castillo de Borski y, frente a Megaera la Gorgona, siente que poco a poco se va convirtiendo en piedra. Antes de morir, consigue escribir un último mensaje a su mayordomo Paul, quien, ayudado por su mentor, el profesor Meister, intentarán desentrañar este misterio poniendo en riesgo su vida.

## Reparto
- Christopher Lee como el profesor Karl Meister
- Peter Cushing como el Dr. Namaroff
- Richard Pasco como Paul Heitz
- Barbara Shelley como Carla Hoffman
- Michael Goodliffe como el profesor Jules Heitz
- Jack Watson como Ratoff
- Patrick Troughton como el inspector Kanof
- Prudence Hyman como Megaera la Gorgona
- Joyce Hemson como Martha
- Toni Gilpin como Sascha Cass
- Jeremy Longhurst como Bruno Heitz
- Joseph O'Conor como el forense
- Alister Williamson como Janus Cass
- Michael Peake como el agente
- Redmond Phillips como Hans

## Producción
La película está basada en una historia enviada a Hammer por un fan canadiense llamado J. Llewellyn Divine. El director John Gilling y el productor Anthony Nelson Keys ampliaron el esquema de Divine, desarrollándolo en un guion. Para el papel del monstruo, se reclutó a la exbailarina Prudence Hyman porque se suponía que el monstruo flotaría con gracia como un espectro. El rodaje se llevó a cabo en los Bray Studios en Berkshire.
El filme se distribuyó en el Reino Unido por Columbia Pictures el 18 de octubre de 1964, donde fue estrenada junto con La maldición de la momia. En los Estados Unidos se distribuyó por Columbia Pictures el 17 de febrero de 1965.

## Recepción
Variety escribió: «Aunque escrita y dirigida con un tono pausado, La Gorgona es una historia directa y bien hecha que apasiona principalmente por su atmósfera. La trama de época es simple y predecible, pero John Gilling ha creado una obra completa y la dirección de Terence Fisher es lo suficientemente contenida como para evitar cualquier desvío involuntario».
The Monthly Film Bulletin escribió: «El mito de la Gorgona no encaja a la perfección en el entorno transilvano, y hay demasiadas pistas falsas que indican la búsqueda intensiva del efecto terrorífico del guion (la loca, el trasplante de cerebro, etc.). El problema es que nunca se duda realmente de quién es la Gorgona. Además, al igual que en la película compañera de Hammer, La maldición de la momia, la aparición del monstruo es tardía, vaga y poco espectacular. Aun así, supone un cambio con respecto a los vampiros, y aunque la película carece de un auténtico talento para la atmósfera, Richard Pasco y una Barbara Shelley, apropiadamente inexpresiva y escultural, están muy bien interpretadas».
En Rotten Tomatoes, la película tiene un índice de aprobación del 67 % basado en nueve reseñas, con una calificación promedio ponderada de 6/10.

## Formato doméstico
En el Reino Unido, la película se lanzó como parte del paquete de Blu-ray Hammer Volume One: Fear Warning para las regiones A, B y C. Este paquete, limitado a 6000 unidades, también incluía Maniac (1963), La maldición de la momia (1964) y Fanatic (1965).
En Estados Unidos se estrenó en Blu-ray por Mill Creek Entertainment en marzo de 2018 como película doble junto con la película de Hammer, Las dos caras del Dr. Jekyll (1960). El título de la película está mal escrito como «La Gorgona» en el lomo.

## Otros medios
La Gorgona fue adaptada en una historia de cómic de 17 páginas por Scott Goodall, con dibujos de Trevor Goring y Alberto Cuyas, que fue publicada en dos partes en la revista The House of Hammer, números 11 y 12, en agosto de 1977 y septiembre de 1977 por General Books Distribution (un sello de Thorpe & Porter).